# Form (Kunst)
Der Begriff Form (lat. forma) bezeichnet im Allgemeinen die äußere Gestalt realer Objekte. Die Bedeutung entsteht in Verbindung mit dem griechischen Begriff Eidos, der die endliche Ausgestaltung von Materie oder auch Form bedeutet.
In der Kunst gibt es verschiedene Möglichkeiten zwischen verschiedenen (Erscheinungs-)Formen zu unterscheiden.

## Verschiedene Formen

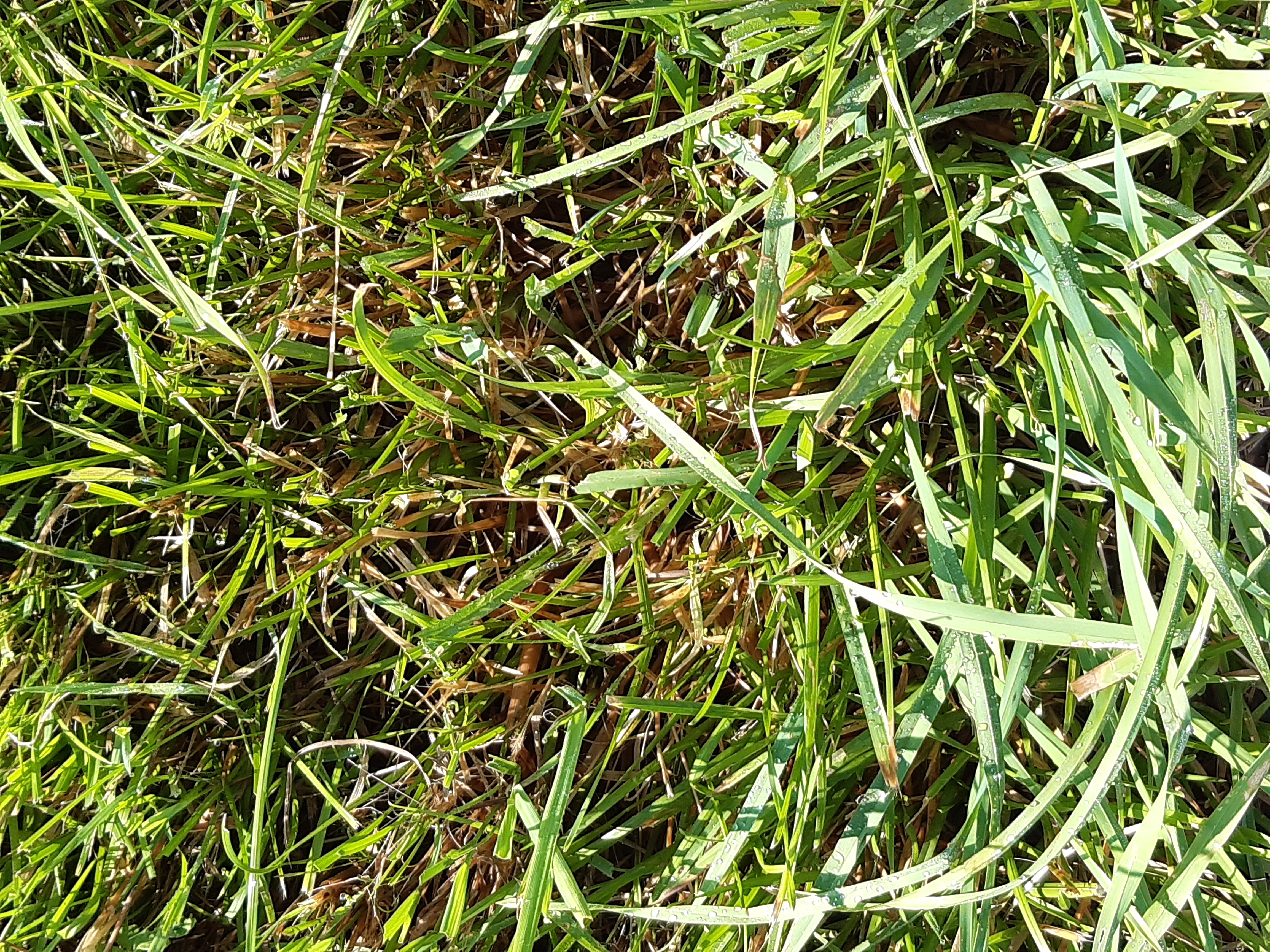
Gras (Pflanze) als Beispiel für die natürliche Form

Durch die Form werden die Erscheinungsbilder von realen Objekten bezeichnet, wobei man dabei in zwischen der natürlichen, der künstliche und der künstlerischen Form unterscheidet.

### Natürliche Form

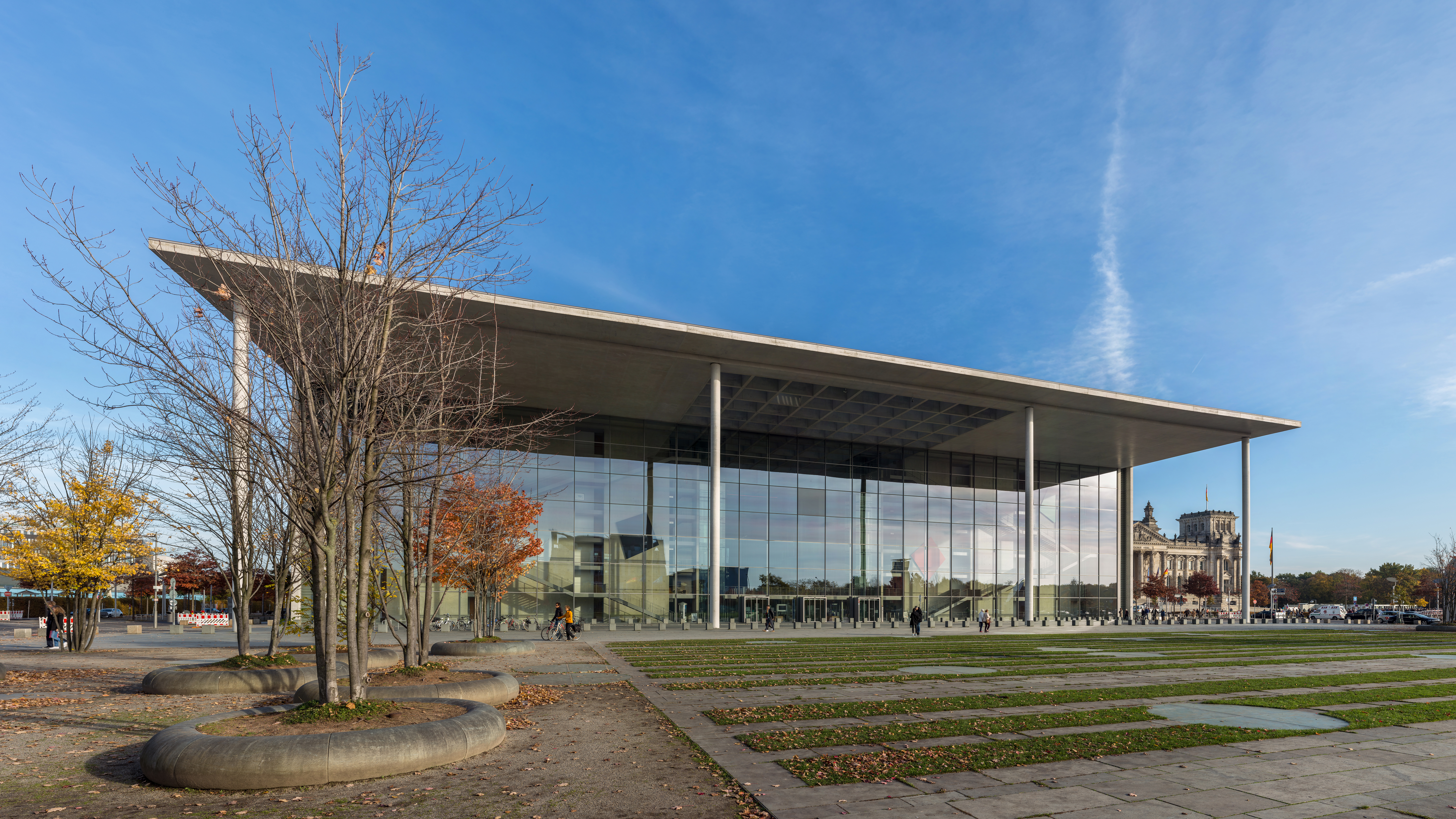
Haus als Beispiel für die künstliche Form

Formen die in der Natur ohne Einwirkung von Menschen entstehen, werden als natürliche Formen bezeichnet. Es handelt sich dabei um organische Körper, wie z. B. Pflanzen o. Tiere.

### Künstliche Form
Künstliche Formen sind Formen, die unter Einwirkung von Menschen entstehen. Es handelt sich meistens um geometrische Körper und Gegenstände. Beispiel dafür wären Autos, Schreibtischlampen, Kochtöpfe, Häuser etc.

### Künstlerische Form

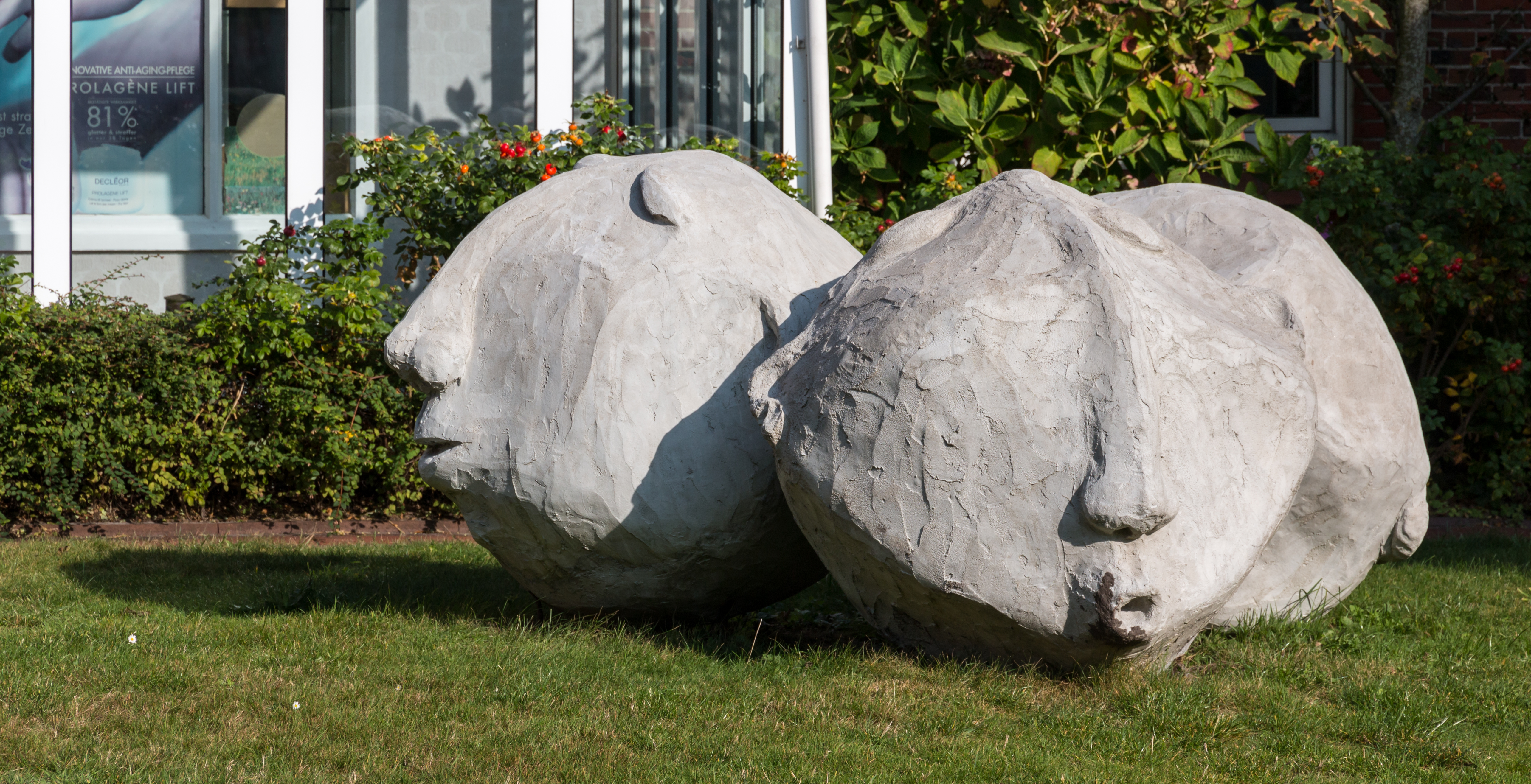
Skulptur als Beispiel für die künstlerische Form

Darunter versteht man Formen der bildenden Kunst, die aus einem kreativen Gestaltungsprozess hervorgehen. Beispiel dafür wären Skulpturen oder Gemälde. Auch künstliche Formen und natürliche Formen können durch Bearbeitung so verändert werden, dass sich die Form zur künstlerischen Form ändert.

### Gestaltungsmerkmale der künstlerischen Form
Die Ergebnisse, die aus einem kreativen Prozess hervorgehen, haben eine künstlerische Form. Um zwischen den einzelnen Produkten zu unterscheiden, werden sie nach dem Grad der Realität beschrieben:

#### 1. Extrem hoher Grad der Nachahmung
Die Objekte, die abgebildet sind, wirken nicht wie gemalt, sondern als wären sie real. Die Gegenstände sind so detailgetreu dargestellt, dass man die Realität nicht mehr von der Malerei unterscheiden kann. Das liegt vor allem daran, dass kaum Spuren der Malerei erkennbar sind. Der Naturalismus fällt unter diesen Grad der Nachahmung.

#### 2. Hoher Grad der Nachahmung
Malspuren sind hierbei sichtbar, weshalb die Abbildung nicht augentäuschend wirkt. Trotzdem erscheint das Abgebildete wirklichkeitsgetreu und hat mit etwas Abstand zum Bild eine realistische Wirkung. Die Malerei wird hierbei mehr in den Vordergrund gestellt. Realistische Darstellungen fallen unter diesen Grad der Nachahmung.

#### 3. Mittlerer Grad der Nachahmung
Die Natur dient als Vorbild, wird jedoch nicht eins zu eins übernommen. Die Gesamtwirkung zählt, weshalb die Detailtreue an Wichtigkeit verliert. Durch elegante Verwendung von Farbmischung und Licht-Schatten-Spiel, wird der Eindruck von bestimmten Gegenständen erzeugt. Unter diesen Grad der Nachahmung fallen zum Beispiel Kunstwerke des Impressionismus.

#### 4. Niedriger Grad der Nachahmung
Der Künstler schafft durch individuelle Veränderung in Farbe und Form einen besonderen künstlerischen Ausdruck. Die Naturtreue rückt in den Hintergrund und Wirklichkeitsbezüge sind nur noch entfernt erkennbar. Beispielhaft lässt sich dieser Grad der Nachahmung im Kubismus erkennen.

#### 5. freie künstlerische Form
Es sind keine Wirklichkeitsbezüge für den Betrachter erkennbar. Farbe, Licht und Schatten scheinen losgelöst, wodurch der Eigenwert der Kunst zum Vorschein kommt. Naturtreue spielt keine Rolle mehr, wohingegen auf Komposition und Struktur das Augenmerkgerichtet wird. Bilder der abstrakten Malerei zählen zur freien künstlerischen Form.

## Bildende Kunst
In der bildenden Kunst kann die Form nicht losgelöst von der Materie sowie von Inhalt und Ausdruck gesehen werden. Dabei ist zwischen den Formwahrnehmungen der Wirklichkeit und den Formdarstellungen auf Grund der künstlerischen Tätigkeit zu unterscheiden. 1893 unterschied der Bildhauer Adolf von Hildebrand  in seinem Aufsatz Das Problem der Form in der bildenden Kunst zwischen der Daseinsform (physikalischen Form von Gegenständen), der Wirkungsform (Erscheinungsweise von Gegenständen) und der Vorstellungsform (die aus dem Verhältnis aus Daseins- und Wirkungsform gewonnenen künstlerischen Werkform). Diese Werkformen sind an materiellen Substanzen gebunden (Ölbild, Aquarellbild) und sind aufgrund psychologischer Wirkungen niemals Inhaltsfrei zu sehen.

## Form und Inhalt
Form und Inhalt (Gestalt, Gehalt), ein seit dem 18. Jahrhundert wichtiges Begriffspaar in der Ästhetik sowie der Kunst- und Literaturbetrachtung, werden untrennbar aufeinander bezogen und sind Korrelate ein und desselben Werks. Diese Entsprechung von Form und Inhalt ist für die Aussage und deren Qualität von ausschlaggebender Bedeutung. Solange der korrelative Zusammenhang bestehen bleibt, wird auch eine formale Bearbeitung der künstlerischen Aufgaben des Künstlers dem Werk gerecht und hat solange eine Berechtigung, wie der inhaltliche Anteil der vom Künstler geformten Formen von diesem noch gesehen wird. Interessieren aber nur noch die Formfragen alleine – würde also der Inhalt fehlen – kann durch „die verabsolutierte Formfrage die psychologische Grundkomponente negiert und eine Neigung zum Ästhetizismus erkennbar“ werden, wobei der Formalismus die Oberhand gewinnt, was wiederum ein solches Werk angreifbar machen würde.

### Malerei
Um Kunst handelt es sich, wenn der inhaltliche Anteil, der Inhalt, in eine Gestalt gewandelt wird. Die Formgebung nun wird in der Malerei seit Paul Cézanne dem Motiv untergeordnet. Es kommt nicht mehr auf die Dinge an, sondern auf die Art, die Dinge zu sehen. Cézanne war der erste Künstler, der damit begann, Objekte in einfache geometrische Formen zu zerlegen. Er schrieb in seinem häufig zitierten Brief vom 15. April 1904 an den Maler und Kunsttheoretiker Émile Bernard: „Man behandle die Natur gemäß Zylinder, Kugel und Kegel und bringe das Ganze in die richtige Perspektive, so daß jede Seite eines Objektes, einer Fläche nach einem zentralen Punkt führt […].“

### Abstrakte Kunst
Innerhalb der abstrakten Kunst, somit auch der abstrakten Malerei, wird nicht mehr die Wiedergabe von Wirklichkeiten, sondern eine „im platonischen Begriffe ‚poetische‘ Kunst, die sich im geometrischen Ideogramm […] erfinderisch auslebt“, behandelt. Nach Wassily Kandinsky bezeichnen abstrakte Formen keine realen Gegenstände mehr, sondern sind – wie die einfachen geometrischen Formen Platons – abstrakte Wesen mit eigenem Leben in eigenem Bereich.

### Musik
Die Musik, die keinen Stoff, wohl aber Gehalt und Form besitzt, zieht ihre Kräfte aus den „Grundvorgängen psychischen Lebens“ und der „Zeitseele“. Absolute Musik hat keine Gegenständlichkeit, „sie ist nur Kraft und deren Ausstrahlung in Klangstoff.“